# Atletiek op de Paralympische Zomerspelen 1960
De Ie Paralympische Spelen werden in 1960 gehouden in Rome, Italië en werden samen met de Olympische Zomerspelen in Rome gehouden. Atletiek was een van de acht sporten die beoefend werden tijdens deze Paralympics. Er stonden bij het Atletiek 24 evenementen op het programma.

## Disciplines
Er stonden bij de atletiek 5 disciplines op het programma.
- Kegelwerpen
- Speerwerpen

- Vijfkamp
- Precisie Speerwerpen

- Kogelstoten

## Mannen

### Kegelwerpen
| Klasse | Afstand | land | Goud          | land | Zilver        | land | Brons     |
| ------ | ------- | ---- | ------------- | ---- | ------------- | ---- | --------- |
| A      | 34.85   | GBR  | Dick Thompson | GER  | W. Prossl     | ITA  | Avitabile |
| B      | 38.24   | FRA  | Barbier       | ITA  | Carmelo Russo | GER  | W. Prossl |
| C      | 49.79   | USA  | R. Stein      | NED  | D. Kruidenier | GBR  | R. Scott  |

### Speerwerpen
| Klasse | Afstand | land | Goud          | land | Zilver          | land | Brons           |
| ------ | ------- | ---- | ------------- | ---- | --------------- | ---- | --------------- |
| A      | 19.33   | GBR  | Dick Thompson | ITA  | Felice Lenardon | GER  | W. Prossl       |
| B      | 19.15   | GBR  | Dick Thompson | ITA  | Carmelo Russo   | ITA  | Felice Lenardon |
| C      | 22.90   | ITA  | Enzo Santini  | SUI  | Denis Favre     | GBR  | Hepple          |

### Vijfkamp
| Klasse | Punten | land | Goud     | land | Zilver        | land | Brons    |
| ------ | ------ | ---- | -------- | ---- | ------------- | ---- | -------- |
|        | 7994   | USA  | R. Stein | NED  | D. Kruidenier | GBR  | R. Scott |

### Precisie Speerwerpen
| Klasse | Punten | land | Goud            | land | Zilver         | land | Brons             |
| ------ | ------ | ---- | --------------- | ---- | -------------- | ---- | ----------------- |
| A      | 70     | GBR  | Dick Thompson   | AUS  | F. Ponta       | GER  | Jacob             |
| B      | 70     | ITA  | Grimaldi        | AUS  | Gary Hooper    | ITA  | Castelli          |
| C      | 68     | ITA  | Felice Lenardon | AUT  | Walter Telsnig | AUT  | Engelbert Rangger |

### Kogelstoten
| Klasse | Afstand | land | Goud      | land | Zilver          | land | Brons         |
| ------ | ------- | ---- | --------- | ---- | --------------- | ---- | ------------- |
| A      | 7.22    | GER  | W. Prossl | ITA  | Felice Lenardon | GBR  | Dick Thompson |
| B      | 7.22    | GER  | W. Prossl | ITA  | Felice Lenardon | MLT  | C. Markham    |
| C      | 10.13   | USA  | R. Stein  | SUI  | Denis Favre     | USA  | Welger        |

## Vrouwen

### Kegelwerpen
| Klasse | Afstand | land | Goud         | land | Zilver                | land | Brons                 |
| ------ | ------- | ---- | ------------ | ---- | --------------------- | ---- | --------------------- |
| A      | 19.10   | ITA  | Maria Scutti | ITA  | Anna Maria Galimberti | AUT  | Berger-Waldenegg      |
| B      | 20.07   | ITA  | Maria Scutti | GER  | Marlene Muhlendyck    | ITA  | Anna Maria Galimberti |
| C      | 26.62   | GER  | Zander       | AUS  | Daphne Ceeney         | ITA  | Maria Scutti          |

### Speerwerpen
| Klasse | Afstand | land | Goud         | land | Zilver                | land | Brons                 |
| ------ | ------- | ---- | ------------ | ---- | --------------------- | ---- | --------------------- |
| A      | 9.67    | ITA  | Maria Scutti | ITA  | Anna Maria Galimberti | AUT  | Berger-Waldenegg      |
| B      | 9.50    | ITA  | Maria Scutti | GER  | Marlene Muhlendyck    | ITA  | Anna Maria Galimberti |
| C      | 12.26   | GER  | Zander       | AUS  | Daphne Ceeney         | ITA  | Maria Scutti          |

### Precisie Speerwerpen
| Klasse | Punten | land | Goud         | land | Zilver          | land | Brons              |
| ------ | ------ | ---- | ------------ | ---- | --------------- | ---- | ------------------ |
| A      | 72     | ITA  | Maria Scutti | ITA  | Anna Maria Toso | AUT  | Driessler          |
| B      | 70     | ITA  | Maria Scutti | ITA  | Anna Maria Toso | GER  | Marlene Muhlendyck |
| C      | 68     | ITA  | Maria Scutti | ITA  | Anna Maria Toso | AUT  | Kohlmannhuber      |

### Kogelstoten
| Klasse | Afstand | land | Goud         | land | Zilver                | land | Brons              |
| ------ | ------- | ---- | ------------ | ---- | --------------------- | ---- | ------------------ |
| A      | 4.18    | ITA  | Maria Scutti | ITA  | Anna Maria Galimberti | ITA  | Anna Maria Toso    |
| B      | 4.27    | ITA  | Maria Scutti | ITA  | Anna Maria Galimberti | GER  | Marlene Muhlendyck |
| C      | 4.58    | GER  | Zander       | MLT  | Scicluna              | AUS  | Daphne Ceeney      |

Atletiek · Basketbal · Boogschieten · Dartchery · Schermen · Snooker · Tafeltennis · Zwemmen
Rome 1960 ·
Tokio 1964 ·
Tel Aviv 1968 ·
Heidelberg 1972 ·
Toronto 1976 ·
Arnhem 1980 ·
New York & Stoke Mandeville 1984 ·
Seoel 1988 ·
Barcelona 1992 ·
Atlanta 1996 ·
Sydney 2000 ·
Athene 2004 ·
Peking 2008 ·
Londen 2012 ·
Rio de Janeiro 2016 ·
Tokio 2020 ·
Parijs 2024 ·
Los Angeles 2028